# Mischocyttarus iheringi
Mischocyttarus iheringi är en getingart som beskrevs av Zikan 1935. Mischocyttarus iheringi ingår i släktet Mischocyttarus och familjen getingar. Inga underarter finns listade i Catalogue of Life.